# Vrh (geometrija)
Vrh je v geometriji (n – 3) razsežna stranska ploskev v n-razsežnem politopu. Vrh se dotika najmanj treh facet in treh grebenov.
Pravilni n-politop s  Schläflijevim simbolom {p1,p2,p3,...,pn−2,pn−1} ima zaporedje facet  pn−1 {p1,p2,p3,...,pn−2} okoli vsakega vrha (roba). Tako ima 600-celica z Schläflijevim simbolom  {3,3,5} pet {3,3} (tetraeder) okoli vsakega vrha (roba).
Po razsežnosti to odgovarja 
- oglišču poliedra
- robu polihorona (4-politop)
- stranska ploskev 5-politopa
- celica 6-politopa
- 4-stranska ploskev 7-politopa
- in tako dalje.